# Vyhlídka Máj

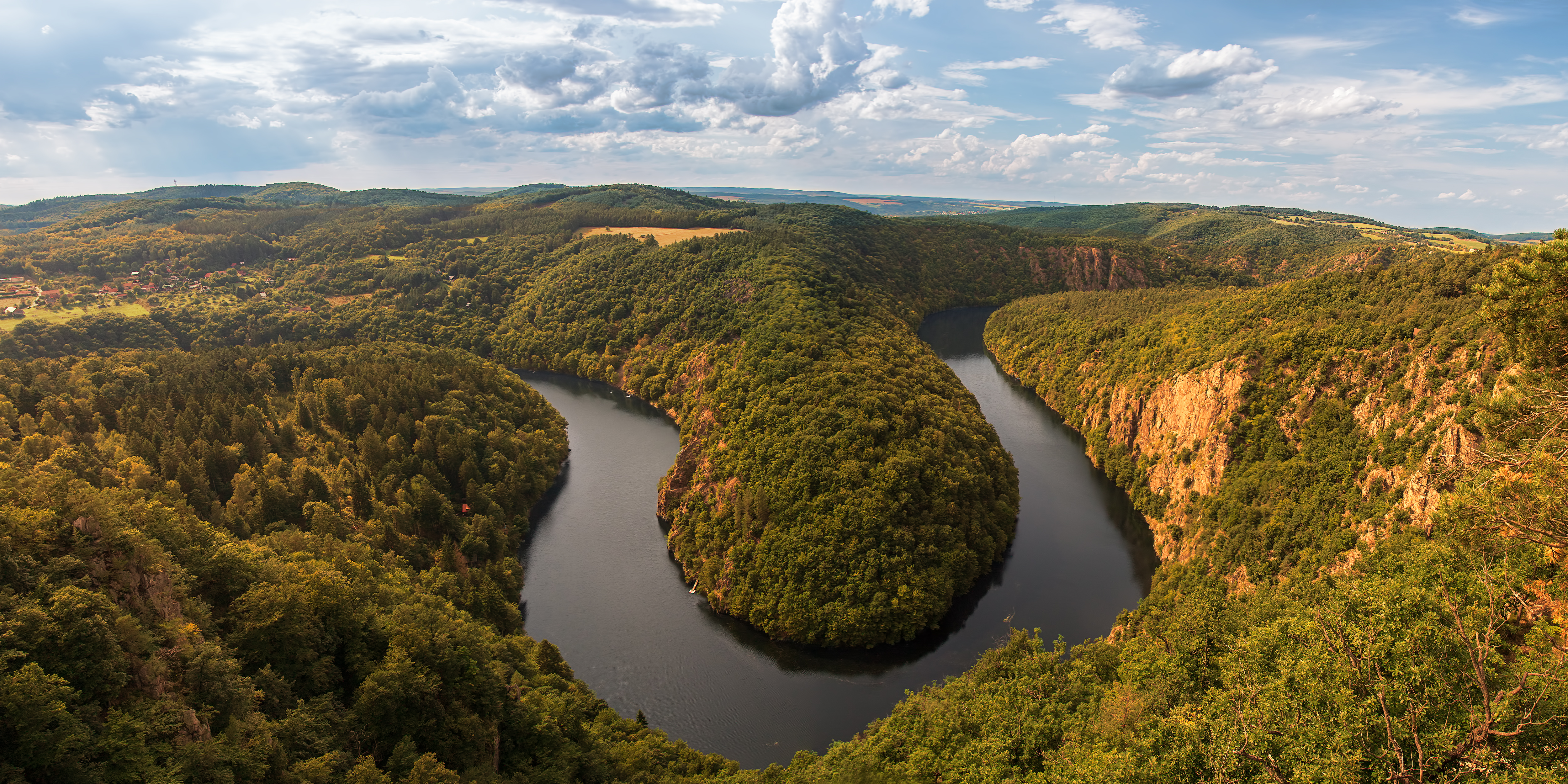
Skalní vyhlídka Máj u Teletína

Vyhlídka Máj se nalézá asi 1 km západně od vesnice Teletín. Z této skalní vyhlídky je jeden z nejznámějších pohledů na meandry řeky Vltavy v bývalých Svatojánských proudech, dnes zatopených vodami Štěchovické přehrady. Pohledy z této vyhlídky je možné spatřit na mnoha turistických prospektech a kalendářích věnovaných krásám vltavského údolí.

## Přístup
Vyhlídka je přístupná odbočkou  dlouhou asi 1,5 km ze žluté turistické značky vedoucí z Teletína do Třebsína. Cestu je možné si zkrátit asi o 1 km po původní polní cestě vedoucí nyní přes elektrickým ohradníkem ohrazenou pastvinu s kravami k lesu, kde se po příchodu do lesa lze napojit na někdejší odbočku žluté turistické značky vedoucí k vyhlídce.
Podle článku aktualizovaného k roku 2013 byla vyhlídka dostupná po žlutě značené trase ze vsi Teletín v délce 2,1 km, přičemž zkratkou přes pastvinu lze vzdálenost zkrátit na 1 km. Dříve údajně vedla značená turistická trasa přímo přes louku, na níž je dnes pastvina. V turistické mapě KČT č. 38 (Hřebeny a Slapská přehrada) je původní vedení trasy přes dnešní pastvinu včetně odbočky z rozcestníku na kraji lesa zachyceno ještě ve 3. vydání (rok 2001), zatímco 4. vydání (2006) již hlavní trasu odklání a na vyhlídku značená odbočka nevede. 
V červnu 2020 po uzavření přístupu na Smetanovu vyhlídku u Třebsína, situované asi 2 km severně od vyhlídky Máj, Klub českých turistů začal projednávat zrušení celé žlutě značené trasy ve 13,5km úseku Třebsín – Teletín – Nedvězí – Blaženice – Jablonná, která se tak podle KČT stala „zbytečnou spojkou“ a navíc zčásti vede neschůdným polomem.

## Doprava
Přes ves Teletín jezdí pravidelná autobusová doprava, a to od roku 2004 linka Pražské integrované dopravy číslo 438, která nahradila dřívější linky 200606 (Praha – Štěchovice – Rabyně, Měřín) a 200607 (Praha – Štěchovice – Krňany – Vysoký Újezd). O víkendech je interval linky zhruba čtyřhodinový. 

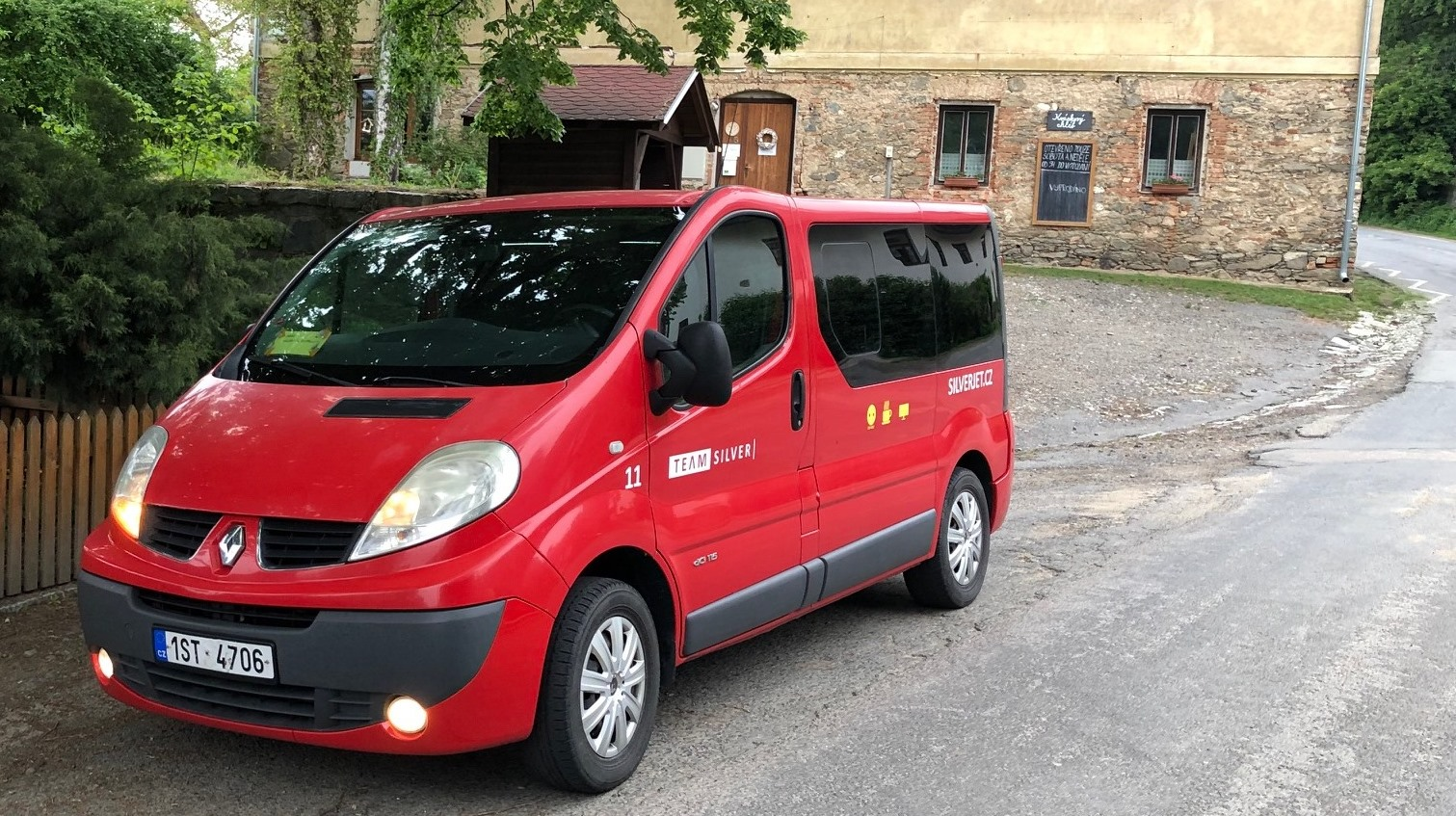
Minibus SILVERJET spol. TEAM SILVER v cílové destinaci vyhlídka Máj

Od 13. června 2020 se společnost Team Silver s.r.o. pokusila zavést do Teletína jakožto přístupového místa k vyhlídce Máj (s mezizastávkou Smetanova vyhlídka) víkendovou dopravu minibusem od pražské stanice metra Chodov[zdroj?] ve dvouhodinovém intervalu o víkendových dnech a svátcích, 4 páry spojů v každém dni. Společnost na svém webu neuvedla, zda pro tuto linkovou dopravu měla řádnou licenci, ani licenční číslo této linky.  Po jediném víkendu byl provoz této linky pro nezájem ukončen.[zdroj?]
Od 1. června 2022 do Teletína zajíždí o víkendech tři páry spojů SILVERJET  z Prahy, Budějovické. Doplňkové služby na palubě, jako je občerstvení, káva zdarma.
V současnosti (2022) je ideální se dopravit autobusem, který do Krňan/Teletína jezdí ze Štěchovic a z Benešova. V Teletíně je totiž velice omezené množství parkovacích míst a parkování na krajnici dohlíží policie ČR z nedalekého Týnce nad Sázavou.

## Galerie

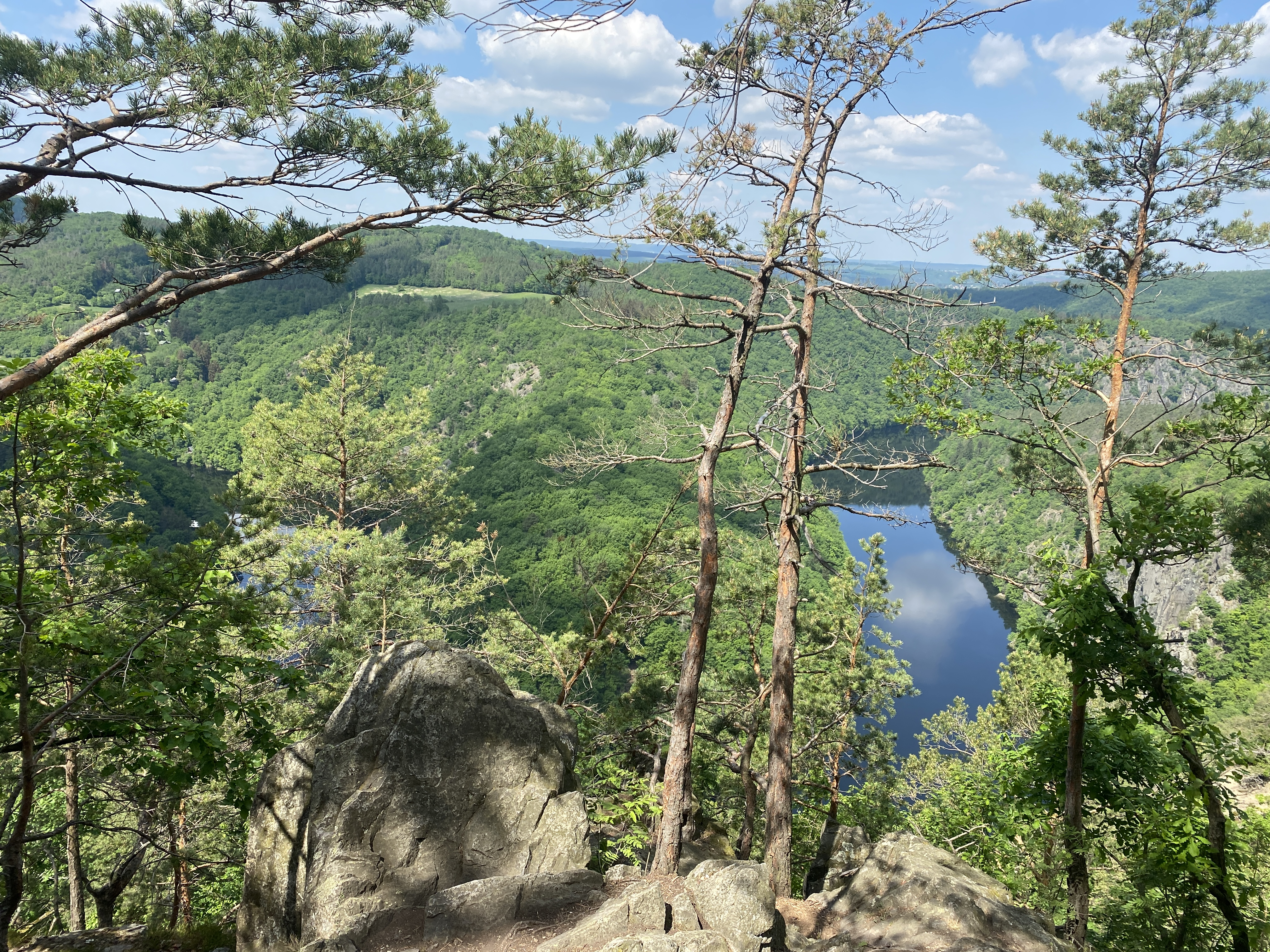
Vyhlídka Máj - 2022 rok
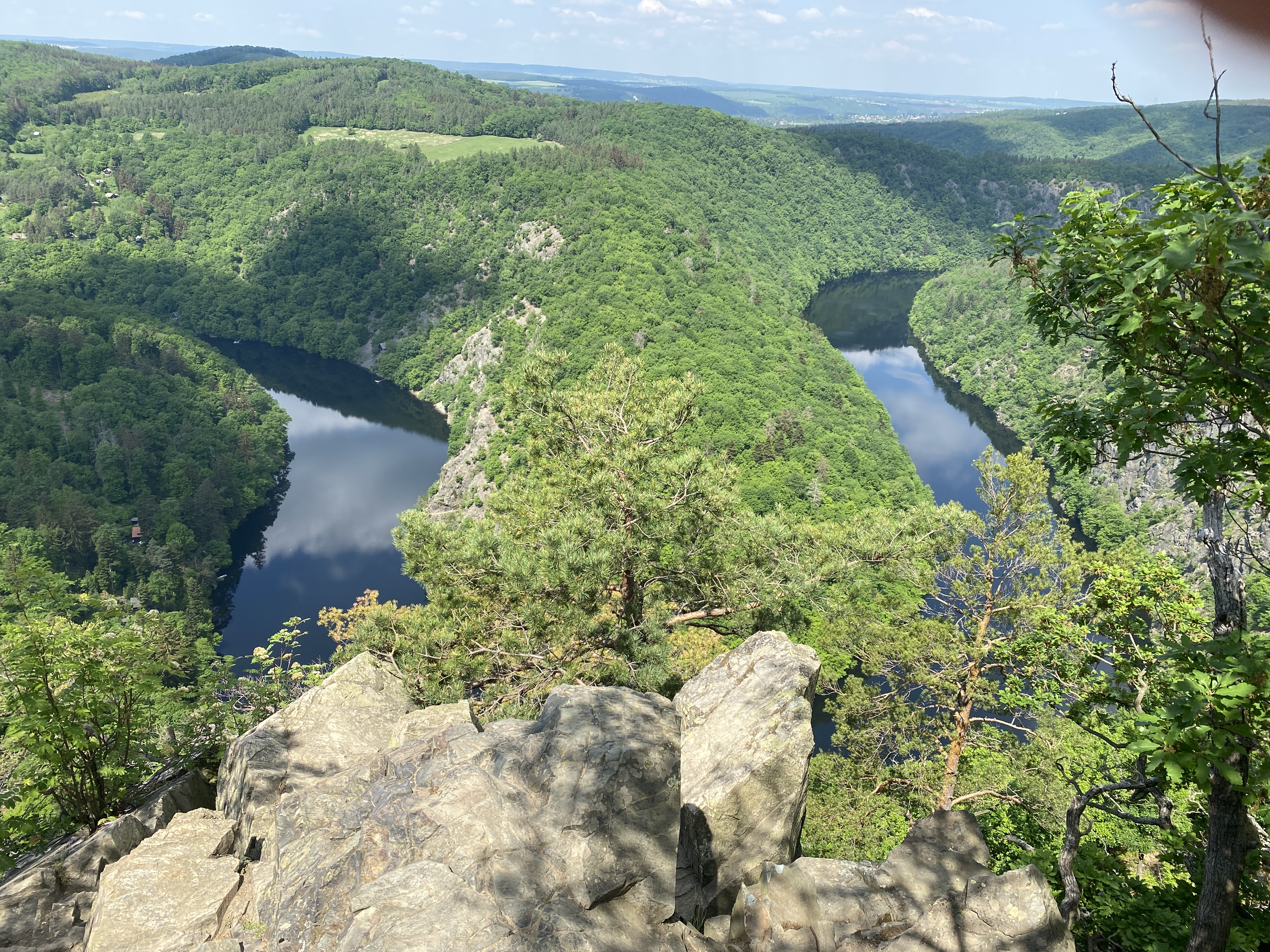
Vyhlídka Myšák , několik metrů od vyhlídky Máj
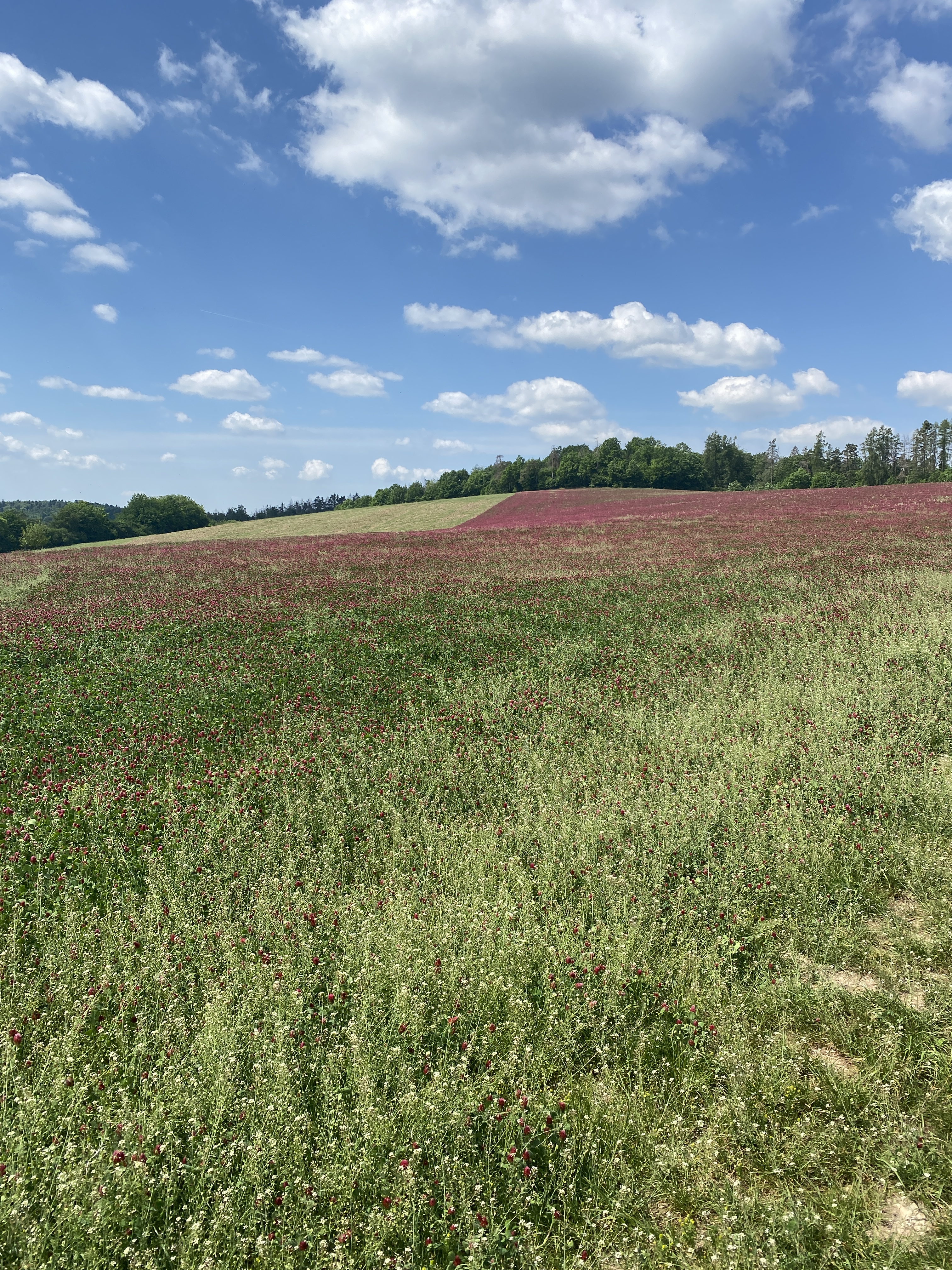
Krajina podél cesty z Teletína na vyhlídku